# Association Sportive Nancy-Lorraine
L'Association Sportive Nancy-Lorraine, chiamata comunemente Nancy  o ASNL, è una società calcistica francese con sede nella città di Nancy.

## Storia
Dopo molti anni nelle serie inferiori, nel 2005 è stata promossa in Ligue 1. Nella stagione 2005-2006 ha vinto la Coppa di Lega francese e si è qualificata per il primo turno della Coppa UEFA 2006-2007. Nel secondo turno (Gruppo E) ha incontrato il Wisła Cracovia, il Basilea, il Blackburn Rovers e il Feyenoord. Insieme agli inglesi e agli olandesi ha superato abbastanza agevolmente il turno, venendo poi eliminata ai 16esimi di finale dallo Šachtar.
Nel 2021-2022 la squadra bianco-rossa retrocede in terza divisione per la prima volta nella sua storia.
Nel 2022-2023 retrocede in quarta divisione per la prima volta nella sua storia.
Nella stagione 2024-2025 vince finalmente il torneo National (terza serie francese) conquistando il ritorno in Ligue 2 con due giornate di anticipo.

## Allenatori
- René Pleimelding (1967-1970)
- Antoine Redin (1970-1979)
- Georges Huart (1979-1982)
- Hervé Collot (1982-1984)
- Arsène Wenger (1984-1987)
- Robert Dewilder (1987-1990)
- Aimé Jacquet (1990-1991)
- Marcel Husson (1991)
- Olivier Rouyer (1991-1994)
- László Bölöni (1994-2000)
- Francis Smerecki (2000-2002)
- Moussa Bezaz (2002)
- Pablo Correa (2002-2011)
- Jean Fernandez (2011-2013)
- Patrick Gabriel (2013)
- Pablo Correa (2013-2017)

## Calciatori

### Vincitori di titoli
Campioni d'Africa
- Saliou Ciss (Camerun 2021)

## Palmarès

### Competizioni nazionali
- Campionato francese di seconda divisione: 5  (record a pari merito con il Le Havre)

1974-1975 (girone B), 1989-1990 (girone A), 1997-1998, 2004-2005, 2015-2016
- Championnat National: 1

2024-2025
- Coppa di Francia: 1

1977-1978
- Coppa di Lega francese: 1

2005-2006

### Competizioni giovanili
- Trofeo Dossena: 2

1995, 1996
- Torneo Internazionale Under-19 Bellinzona: 1

1992

### Altri piazzamenti
- Coppa di Francia:

Semifinalista: 1975-1976
- Coppa di Lega francese:

Finalista: 1982, 2016-2017
- Campionato francese di seconda divisione:

Secondo posto: 1969-1970 (girone A)
Terzo posto: 1968-1969, 1995-1996

## Statistiche e record

### Record
Tra il 21 aprile 2007 e il 19 aprile 2008 la società della Lorena è rimasta imbattuta nelle partite casalinghe di Ligue 1 e quindi per due stagioni (2006-2007 e 2007-2008).
Tra il 21 ottobre 2007 e il 29 ottobre 2008 il Nancy non è mai riuscito a vincere il trasferta, collezionando 10 pareggi e 10 sconfitte nell'arco delle stagioni 2007-2008 e 2008-2009. In precedenza il Nancy avevo centrato un altro record negativo nella sfide di campionato in trasferta: dal 13 maggio 2006 al 18 aprile 2007 non ha mai ottenuto vittorie, pareggiando 9 incontri e perdendone 8.

### Statistiche nelle competizioni UEFA
Tabella aggiornata alla fine della stagione 2018-2019.
| Competizione                  | Partecipazioni | G  | V | N | P | RF | RS |
| ----------------------------- | -------------- | -- | - | - | - | -- | -- |
| Coppa delle Coppe             | 1              | 4  | 1 | 1 | 2 | 7  | 6  |
| Coppa UEFA/UEFA Europa League | 1              | 14 | 6 | 3 | 5 | 22 | 15 |

## Organico

### Rosa 2023-2024
Rosa aggiornata al 24 gennaio 2024.
| N. |                          | Ruolo | Calciatore             |
| -- | ------------------------ | ----- | ---------------------- |
| 1  | Francia (bandiera)       | P     | Baptiste Valette       |
| 2  | Guinea-Bissau (bandiera) | D     | Soares                 |
| 3  | Marocco (bandiera)       | D     | Abdelhamid El Kaoutari |
| 4  | Francia (bandiera)       | D     | Thomas Basila          |
| 6  | Francia (bandiera)       | C     | Grégoire Lefebvre      |
| 7  | Martinica (bandiera)     | A     | Mickaël Biron          |
| 8  | Guadalupa (bandiera)     | C     | Lenny Nangis           |
| 10 | Senegal (bandiera)       | A     | Mamadou Thiam          |
| 11 | Martinica (bandiera)     | D     | Rosario Latouchent     |
| 12 | Francia (bandiera)       | D     | Neil El Aynaoui        |
| 13 | Madagascar (bandiera)    | C     | Dorian Bertrand        |
| 15 | Capo Verde (bandiera)    | C     | Kelvin Patrick         |
| 17 | Angola (bandiera)        | C     | Elliot Simões          |
| 18 | Mauritania (bandiera)    | D     | Souleymane Karamoko    |

| N. |                           | Ruolo | Calciatore      |
| -- | ------------------------- | ----- | --------------- |
| 19 | Francia (bandiera)        | D     | William Bianda  |
| 20 | Francia (bandiera)        | D     | Baptiste Aloé   |
| 21 | Camerun (bandiera)        | A     | Vinni Triboulet |
| 22 | Francia (bandiera)        | D     | Shaquil Delos   |
| 23 | Senegal (bandiera)        | D     | Saliou Ciss     |
| 24 | Costa d'Avorio (bandiera) | C     | Ogou Akichi     |
| 28 | Belgio (bandiera)         | C     | Sieben Dewaele  |
| 29 | Francia (bandiera)        | C     | Lamine Cissé    |
| 30 | Francia (bandiera)        | P     | Hugo Constant   |
| 33 | Francia (bandiera)        | D     | Samir Bouzar    |
| 36 | Francia (bandiera)        | D     | Axel Guessand   |
| 44 | Guinea (bandiera)         | C     | Ibrahima Cissé  |
|    | Francia (bandiera)        | C     | Lucas Déaux     |
|    | Marocco (bandiera)        | D     | Ayoub Amraoui   |

### Rosa 2022-2023
Rosa aggiornata al 24 febbraio 2023.
| N. |                          | Ruolo | Calciatore             |
| -- | ------------------------ | ----- | ---------------------- |
| 1  | Francia (bandiera)       | P     | Baptiste Valette       |
| 2  | Guinea-Bissau (bandiera) | D     | Soares                 |
| 3  | Marocco (bandiera)       | D     | Abdelhamid El Kaoutari |
| 4  | Francia (bandiera)       | D     | Thomas Basila          |
| 5  | Francia (bandiera)       | C     | Giovanni Haag          |
| 6  | Francia (bandiera)       | C     | Grégoire Lefebvre      |
| 7  | Martinica (bandiera)     | A     | Mickaël Biron          |
| 8  | Guadalupa (bandiera)     | C     | Lenny Nangis           |
| 10 | Senegal (bandiera)       | A     | Mamadou Thiam          |
| 11 | Martinica (bandiera)     | D     | Rosario Latouchent     |
| 12 | Francia (bandiera)       | D     | Neil El Aynaoui        |
| 13 | Madagascar (bandiera)    | C     | Dorian Bertrand        |
| 15 | Capo Verde (bandiera)    | C     | Kelvin Patrick         |
| 17 | Angola (bandiera)        | C     | Elliot Simões          |

| N. |                           | Ruolo | Calciatore          |
| -- | ------------------------- | ----- | ------------------- |
| 18 | Mauritania (bandiera)     | D     | Souleymane Karamoko |
| 19 | Francia (bandiera)        | D     | William Bianda      |
| 21 | Camerun (bandiera)        | A     | Vinni Triboulet     |
| 22 | Francia (bandiera)        | D     | Shaquil Delos       |
| 23 | Senegal (bandiera)        | D     | Saliou Ciss         |
| 24 | Costa d'Avorio (bandiera) | C     | Ogou Akichi         |
| 28 | Belgio (bandiera)         | C     | Sieben Dewaele      |
| 29 | Francia (bandiera)        | C     | Lamine Cissé        |
| 30 | Francia (bandiera)        | P     | Hugo Constant       |
| 33 | Francia (bandiera)        | D     | Samir Bouzar        |
| 36 | Francia (bandiera)        | D     | Axel Guessand       |
| 44 | Guinea (bandiera)         | C     | Ibrahima Cissé      |
|    | Francia (bandiera)        | C     | Lucas Déaux         |

### Rosa 2021-2022
Rosa aggiornata al 5 gennaio 2022.
| N. |                          | Ruolo | Calciatore             |
| -- | ------------------------ | ----- | ---------------------- |
| 1  | Francia (bandiera)       | P     | Baptiste Valette       |
| 2  | Guinea-Bissau (bandiera) | D     | Soares                 |
| 3  | Marocco (bandiera)       | D     | Abdelhamid El Kaoutari |
| 4  | Francia (bandiera)       | D     | Thomas Basila          |
| 5  | Francia (bandiera)       | C     | Giovanni Haag          |
| 6  | Francia (bandiera)       | C     | Grégoire Lefebvre      |
| 7  | Martinica (bandiera)     | A     | Mickaël Biron          |
| 8  | Francia (bandiera)       | C     | Warren Bondo           |
| 9  | Francia (bandiera)       | A     | Andrew Jung            |
| 10 | Senegal (bandiera)       | A     | Mamadou Thiam          |
| 11 | Martinica (bandiera)     | D     | Rosario Latouchent     |
| 12 | Francia (bandiera)       | D     | Neil El Aynaoui        |
| 13 | Madagascar (bandiera)    | C     | Dorian Bertrand        |
| 15 | Capo Verde (bandiera)    | C     | Kelvin Patrick         |

| N. |                           | Ruolo | Calciatore          |
| -- | ------------------------- | ----- | ------------------- |
| 16 | Inghilterra (bandiera)    | P     | Nathan Trott        |
| 17 | Angola (bandiera)         | C     | Elliot Simões       |
| 18 | Mauritania (bandiera)     | D     | Souleymane Karamoko |
| 19 | Francia (bandiera)        | D     | William Bianda      |
| 21 | Camerun (bandiera)        | A     | Vinni Triboulet     |
| 22 | Francia (bandiera)        | D     | Shaquil Delos       |
| 23 | Senegal (bandiera)        | D     | Saliou Ciss         |
| 24 | Costa d'Avorio (bandiera) | C     | Ogou Akichi         |
| 28 | Belgio (bandiera)         | C     | Sieben Dewaele      |
| 29 | Francia (bandiera)        | C     | Lamine Cissé        |
| 30 | Francia (bandiera)        | P     | Hugo Constant       |
| 33 | Francia (bandiera)        | D     | Samir Bouzar        |
| 36 | Francia (bandiera)        | D     | Axel Guessand       |
| 44 | Guinea (bandiera)         | C     | Ibrahima Cissé      |

### Rosa 2020-2021
Rosa aggiornata al 7 gennaio 2021.
| N. |                           | Ruolo | Calciatore             |
| -- | ------------------------- | ----- | ---------------------- |
| 1  | Francia (bandiera)        | P     | Baptiste Valette       |
| 2  | Francia (bandiera)        | D     | Mathias Fischer        |
| 3  | Marocco (bandiera)        | D     | Abdelhamid El Kaoutari |
| 4  | Francia (bandiera)        | D     | Séga Coulibaly         |
| 5  | Francia (bandiera)        | C     | Giovanni Haag          |
| 6  | Francia (bandiera)        | C     | Grégoire Lefebvre      |
| 7  | Martinica (bandiera)      | A     | Mickaël Biron          |
| 8  | Francia (bandiera)        | C     | Warren Bondo           |
| 9  | Camerun (bandiera)        | A     | Andé Dona Ndoh         |
| 10 | Marocco (bandiera)        | C     | Amine Bassi            |
| 11 | Francia (bandiera)        | C     | Dorian Bertrand        |
| 13 | Costa d'Avorio (bandiera) | C     | Serge N'Guessan        |
| 14 | Francia (bandiera)        | C     | Mehdi Merghem          |
| 15 | Capo Verde (bandiera)     | C     | Kenny Rocha Santos     |

| N. |                           | Ruolo | Calciatore          |
| -- | ------------------------- | ----- | ------------------- |
| 16 | Francia (bandiera)        | P     | Martin Sourzac      |
| 17 | Senegal (bandiera)        | C     | Ousmane Cissokho    |
| 18 | Francia (bandiera)        | D     | Souleymane Karamoko |
| 19 | Francia (bandiera)        | C     | Yanis Barka         |
| 20 | Francia (bandiera)        | D     | Aurélien Nguiamba   |
| 21 | Camerun (bandiera)        | A     | Vinni Triboulet     |
| 22 | Guinea (bandiera)         | D     | Ernest Seka         |
| 23 | Senegal (bandiera)        | D     | Saliou Ciss         |
| 24 | Costa d'Avorio (bandiera) | C     | Ogou Akichi         |
| 25 | Francia (bandiera)        | C     | Mons Bassouamina    |
| 27 | Martinica (bandiera)      | C     | Rosario Latouchent  |
| 29 | Francia (bandiera)        | A     | Rayan Philippe      |
| 30 | Francia (bandiera)        | P     | Hugo Constant       |
|    | Francia (bandiera)        | D     | Christopher Wooh    |

### Rosa 2019-2020
Rosa aggiornata al 2 febbraio 2020.
| N. |                           | Ruolo | Calciatore        |
| -- | ------------------------- | ----- | ----------------- |
| 1  | Bielorussia (bandiera)    | P     | Sjarhej Černik    |
| 3  | Rep. del Congo (bandiera) | D     | Tobias Badila     |
| 4  | Senegal (bandiera)        | D     | Modou Diagne      |
| 5  | Francia (bandiera)        | D     | Wilfried Moimbé   |
| 6  | Francia (bandiera)        | C     | Abou Ba           |
| 7  | Francia (bandiera)        | C     | Antony Robic      |
| 8  | Francia (bandiera)        | C     | Vincent Marchetti |
| 9  | Francia (bandiera)        | A     | Maurice Dalé      |
| 10 | Marocco (bandiera)        | C     | Amine Bassi       |
| 11 | Francia (bandiera)        | C     | Jérémy Clément    |
| 12 | Francia (bandiera)        | D     | Loris Néry        |
| 13 | Costa d'Avorio (bandiera) | C     | Serge N'Guessan   |
| 14 | Francia (bandiera)        | A     | Yann Mabella      |

| N. |                           | Ruolo | Calciatore           |
| -- | ------------------------- | ----- | -------------------- |
| 15 | Senegal (bandiera)        | A     | Pape Sané            |
| 16 | Camerun (bandiera)        | P     | Guy N'dy Assembé     |
| 17 | Francia (bandiera)        | A     | Malaly Dembélé       |
| 18 | Francia (bandiera)        | D     | Nicolas Saint-Ruf    |
| 19 | Francia (bandiera)        | C     | Laurent Abergel      |
| 20 | Francia (bandiera)        | D     | Aurélien Nguiamba    |
| 21 | Francia (bandiera)        | D     | Séga Coulibaly       |
| 22 | Guinea (bandiera)         | D     | Ernest Seka          |
| 25 | Francia (bandiera)        | C     | Mons Bassouamina     |
| 26 | Francia (bandiera)        | D     | Vincent Muratori     |
| 27 | Francia (bandiera)        | C     | Alexis Busin         |
| 28 | Capo Verde (bandiera)     | C     | Danilson da Cruz     |
| 29 | Rep. del Congo (bandiera) | A     | Christopher Maboulou |

### Rosa 2018-2019
Rosa aggiornata al 27 gennaio 2019.
| N. |                           | Ruolo | Calciatore        |
| -- | ------------------------- | ----- | ----------------- |
| 1  | Bielorussia (bandiera)    | P     | Sjarhej Černik    |
| 3  | Rep. del Congo (bandiera) | D     | Tobias Badila     |
| 4  | Senegal (bandiera)        | D     | Modou Diagne      |
| 5  | Francia (bandiera)        | D     | Wilfried Moimbé   |
| 6  | Francia (bandiera)        | C     | Abou Ba           |
| 7  | Francia (bandiera)        | C     | Antony Robic      |
| 8  | Francia (bandiera)        | C     | Vincent Marchetti |
| 9  | Francia (bandiera)        | A     | Maurice Dalé      |
| 10 | Marocco (bandiera)        | C     | Amine Bassi       |
| 11 | Francia (bandiera)        | C     | Jérémy Clément    |
| 12 | Francia (bandiera)        | D     | Loris Néry        |
| 13 | Costa d'Avorio (bandiera) | C     | Serge N'Guessan   |
| 14 | Francia (bandiera)        | A     | Yann Mabella      |
| 15 | Senegal (bandiera)        | A     | Pape Sané         |

| N. |                           | Ruolo | Calciatore           |
| -- | ------------------------- | ----- | -------------------- |
| 16 | Camerun (bandiera)        | P     | Guy N'dy Assembé     |
| 17 | Francia (bandiera)        | A     | Malaly Dembélé       |
| 18 | Francia (bandiera)        | D     | Nicolas Saint-Ruf    |
| 19 | Francia (bandiera)        | C     | Laurent Abergel      |
| 20 | Francia (bandiera)        | D     | Aurélien Nguiamba    |
| 21 | Francia (bandiera)        | D     | Séga Coulibaly       |
| 22 | Guinea (bandiera)         | D     | Ernest Seka          |
| 25 | Francia (bandiera)        | C     | Mons Bassouamina     |
| 26 | Francia (bandiera)        | D     | Vincent Muratori     |
| 27 | Francia (bandiera)        | C     | Alexis Busin         |
| 28 | Capo Verde (bandiera)     | C     | Danilson da Cruz     |
| 29 | Rep. del Congo (bandiera) | A     | Christopher Maboulou |
|    | Martinica (bandiera)      | C     | Sylvain Marveaux     |

### Rosa 2017-2018
Rosa aggiornata al 30 marzo 2018.
| N. |                           | Ruolo | Calciatore        |
| -- | ------------------------- | ----- | ----------------- |
| 1  | Bielorussia (bandiera)    | P     | Sjarhej Černik    |
| 2  | Tunisia (bandiera)        | D     | Alaeddine Yahia   |
| 3  | Rep. del Congo (bandiera) | D     | Tobias Badila     |
| 4  | Senegal (bandiera)        | D     | Modou Diagne      |
| 5  | Francia (bandiera)        | D     | Ryan Bidounga     |
| 6  | Francia (bandiera)        | C     | Abou Ba           |
| 7  | Francia (bandiera)        | C     | Antony Robic      |
| 8  | Francia (bandiera)        | C     | Vincent Marchetti |
| 10 | Francia (bandiera)        | C     | Arnaud Nordin     |
| 11 | Francia (bandiera)        | C     | Jérémy Clément    |
| 13 | Costa d'Avorio (bandiera) | C     | Serge N'Guessan   |
| 14 | Francia (bandiera)        | D     | Joffrey Cuffaut   |
| 15 | Marocco (bandiera)        | A     | Youssouf Hadji    |

| N. |                         | Ruolo | Calciatore        |
| -- | ----------------------- | ----- | ----------------- |
| 16 | Camerun (bandiera)      | P     | Guy N'dy Assembé  |
| 17 | Francia (bandiera)      | A     | Malaly Dembélé    |
| 19 | Francia (bandiera)      | C     | Laurent Abergel   |
| 20 | Marocco (bandiera)      | D     | Mickaël Chrétien  |
| 21 | Marocco (bandiera)      | C     | Amine Bassi       |
| 22 | Ungheria (bandiera)     | D     | Ádám Lang         |
| 23 | Burkina Faso (bandiera) | A     | Anthony Koura     |
| 24 | Slovenia (bandiera)     | A     | Patrik Eler       |
| 26 | Francia (bandiera)      | D     | Vincent Muratori  |
| 27 | Francia (bandiera)      | C     | Alexis Busin      |
| 28 | Francia (bandiera)      | D     | Julien Cétout     |
| 29 | Francia (bandiera)      | A     | Yanis Barka       |
| 30 | Francia (bandiera)      | P     | Geoffrey Jourdren |

### Rose stagioni passate
- 2016-2017
- 2014-2015
- 2013-2014
- 2009-2010